# Clearstream
Clearstream International S.A. ist eine im Jahr 2000 aus der Fusion der Deutsche Börse Clearing AG (vormals Deutscher Kassenverein AG) und Cedel International hervorgegangene Abwicklungs- und Verwahrgesellschaft mit Sitz in Luxemburg. Clearstream fungiert auch als Zentralverwahrer für die internationalen Kapitalmärkte und für deutsche und luxemburgische inländische Wertpapiere. Das Unternehmen ist vollständig im Eigentum der Deutschen Börse AG. Der Hauptkonkurrent ist Euroclear.

## Unternehmensprofil
Das Kerngeschäft ist die Dienstleistung als Zentralverwahrer, also die Abwicklung und Verwahrung von Wertpapieren. Der Wert der von Clearstream verwahrten Wertpapiere belief sich 2018 im Jahresdurchschnitt auf etwa 11,303 Billionen Euro. Damit zählt Clearstream zu den größten weltweit tätigen Anbietern von Wertpapierdiensten. In Deutschland werden die meisten Wertpapiere technisch von Clearstream verwaltet. Außerdem bietet Clearstream Mehrwertdienste an, etwa die globale Wertpapierfinanzierung und Investmentfonds-Services. Eine besondere Rolle kommt der elektronischen Speicherung von Wertpapierinformationen zu.
Das Abwicklungsvolumen von Clearstream belief sich im Jahr 2018 auf 48,4 Millionen Transaktionen.

## Geschichte

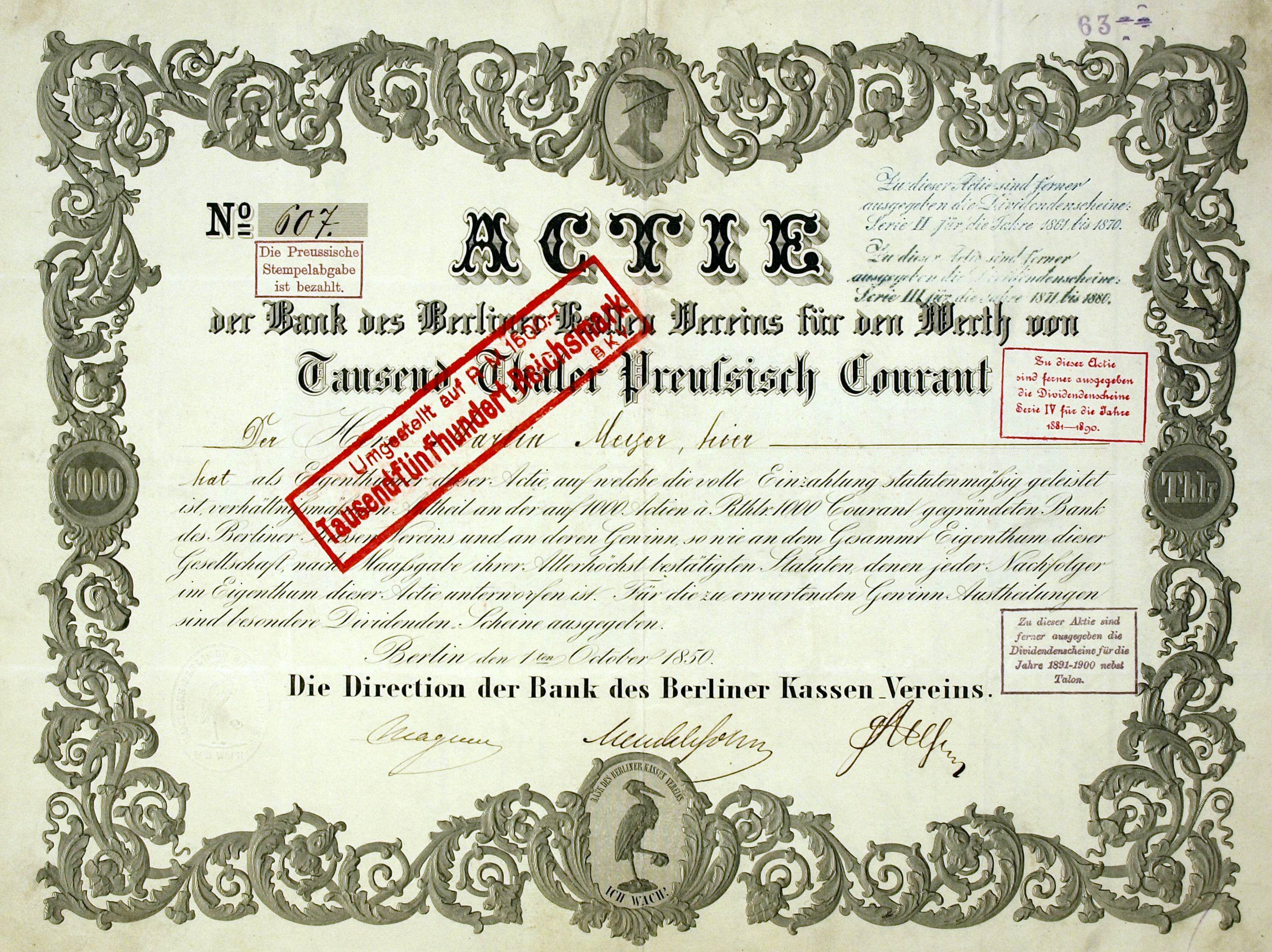
Aktie über 1000 Taler der Bank des Berliner Kassenvereins vom 1. Oktober 1850

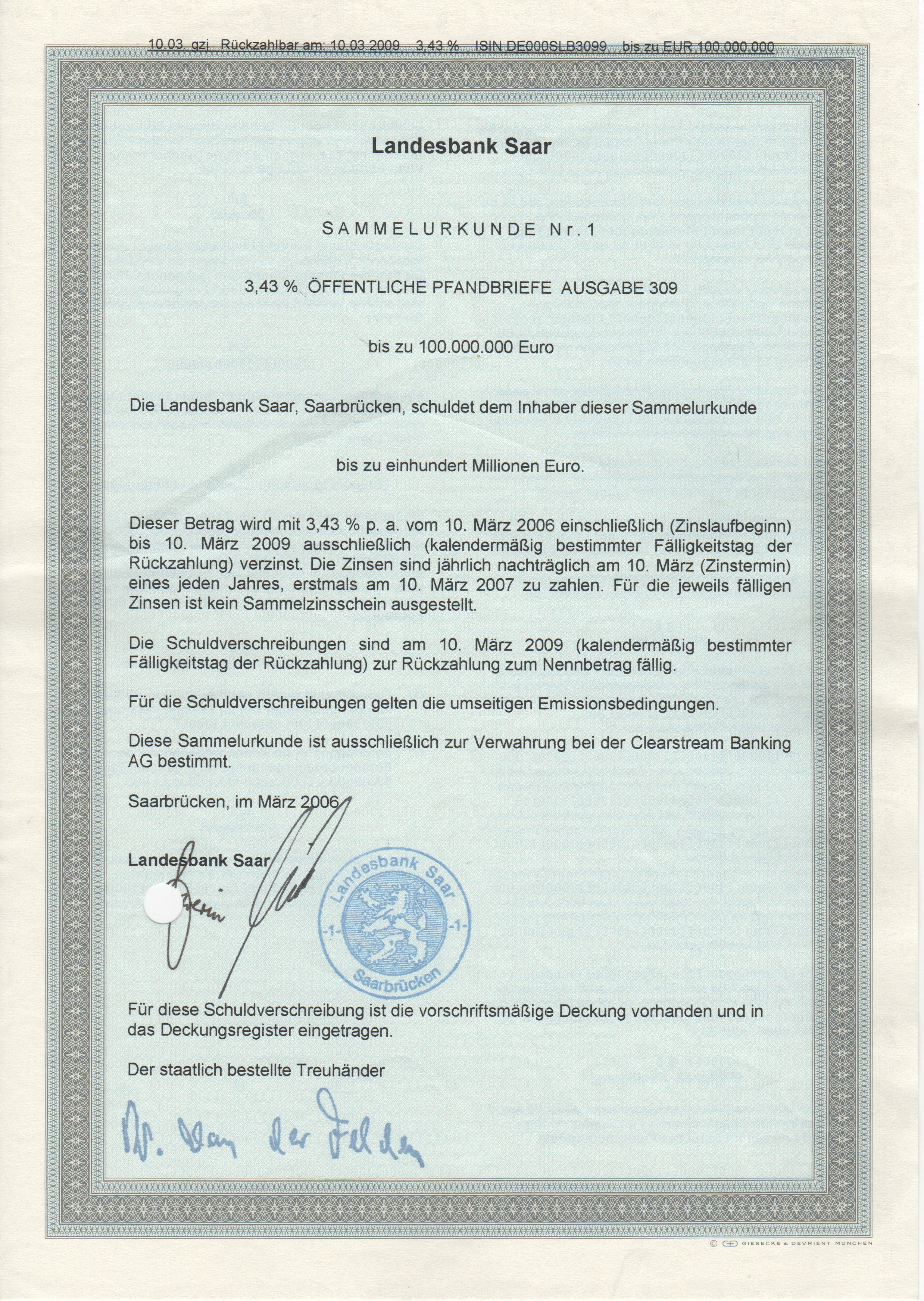
Sammelurkunde öffentlicher Pfandbriefe der Landesbank Saar vom März 2006 zur Verwahrung bei der Clearstream Banking AG

Die Wurzeln der Girosammelverwahrung in Deutschland reichen bis in das Jahr 1882 zurück, als die Bank des Berliner Kassenvereins AG in Berlin begann, die Funktion einer zentralen Wertpapiersammelbank auszuüben. Es folgte im Jahr 1887 die Liquidationskasse in Hamburg, die Kassenverein AG in Köln (1923) und die Rheinisch-Westfälische Kassenverein AG im Jahr 1924 in Essen.
Im Jahr 1942 übernahm die Reichsbank alle bis dahin bestehenden elf deutschen Kassenvereine samt deren Wertpapiersammel- und Abwicklungsgeschäft.
Im Jahr 1949 wurden mit Ausnahme von der Bremer Börse an jedem deutschen Börsenplatz neue Wertpapiersammelbanken (Kassenvereine) in Form von Aktiengesellschaften (wieder-)gegründet:
- 29. Juni 1949: Norddeutsche Kassenverein A.G. in Hamburg[5]

1970 wurde der Deutsche Auslandskassenverein gegründet, deren Aktionäre die regionalen deutschen Kassenvereine waren. Am 29. Dezember 1989 fusionierten die sieben deutschen Kassenvereine zur Deutschen Kassenverein AG. Im Oktober 1997 wurde die Deutscher Kassenverein AG in Deutsche Börse Clearing AG umbenannt.
Durch die Fusion der Deutsche Börse Clearing AG mit der Abwicklungsorganisation Cedel International entstand dann Anfang des Jahres 2000 die Clearstream International S.A. mit Hauptsitz in Luxemburg, deren Anteile sämtlich von der Deutsche Börse AG gehalten werden.

### Affären

#### 2001
Im Jahr 2001 mit der Veröffentlichung des Buches „Révélation$“ von Denis Robert und dem Ex-Clearstream-Mitarbeiter Ernest Backes wurde Clearstream beschuldigt, eine internationale Plattform für Geldwäsche und Steuerflucht über ein illegales System von Geheimkonten zu sein. Die Luxemburger Justiz hat eine Untersuchung durchgeführt und festgehalten, dass es keine Substanz zu derartigen Anklagen gab.

#### 2004
Im Frühjahr 2004 kam es zur „zweiten Clearstream Affäre“, die mehr Aufmerksamkeit erregte. Der Richter Renaud van Ruymbeke erhielt anonym Listen zugespielt, die sich mit dem Frankreich-Taiwan-Fregatten-Skandal auseinandersetzten und aus denen hervorgegangen sein sollte, dass mehrere französische Politiker Geheimkonten bei Clearstream hätten, darunter Nicolas Sarkozy, über die illegale Zahlungen abgewickelt worden seien. Der Richter stellte in der Untersuchung fest, dass die Listen gefälscht waren. Im Jahr 2006 erhoben die betroffenen Politiker Klage, woraufhin eine Untersuchung eröffnet wurde, die große Aufregung in der französischen Politik verursachte. Drei Personen wurden im Januar 2010 verurteilt, Jean-Louis Gergorin, Imad Lahoud und Florian Bourges. Der Journalist Denis Robert wurde unter Berufung auf das Recht auf freie Meinungsäußerung freigesprochen.

### Rechtsstreit um iranische Gelder
Clearstream ist sowohl in Deutschland wie in den USA in einen Rechtsstreit im Zusammenhang mit dem US-Iran-Embargo verwickelt. 
In dem US-amerikanischen Fall geht es um 2 Milliarden Dollar auf einem Konto bei Citigroup, die nach Angabe des US-Schatzamtes (US Treasury) aus dem Iran stammen sollen. Das U.S. District Court for the Southern District of New York hatte im Juni 2008 entschieden, dass dieses Guthaben eingefroren werden soll. Grund dafür ist eine Klage von US-Marinesoldaten, die 1983 bei einem Terrorangriff auf Kasernen in Beirut getötet oder verletzt worden sind.
In dem vor deutschen Gerichten anhängigen Fall ging es um die Schadensersatzforderung einer iranischen Bank, die eine Niederlassung in München unterhält und deren über eine deutsche Volksbank verwaltetes Wertpapierguthaben Clearstream als Wertpapiersammelbank eingefroren hatte. Das Landgericht Frankfurt am Main hat die Klage der iranischen Bank erstinstanzlich abgewiesen, das Oberlandesgericht Frankfurt hat die hiergegen von der iranischen Bank eingelegte Berufung mit der Maßgabe zurückgewiesen, dass das mit den Hilfsanträgen geltend gemachte Unterlassungsbegehren und der die Zinsen und Rückzahlungsbeträge betreffende Feststellungsantrag jeweils hinsichtlich der Wertpapiere mit inländischer Wertpapierkennnummer, sowie der Antrag auf Feststellung der Pflicht zum Ersatz weiterer Rechtsanwaltskosten derzeit unbegründet sind. Der Bundesgerichtshof hat das Berufungsurteil auf die Revisionen beider Parteien aufgehoben und die Sache zur neuen Verhandlung und Entscheidung an das Oberlandesgericht Frankfurt zurückverwiesen; der iranischen Bank ständen zwar keine vertraglichen Schadensersatzansprüche gegen die Wertpapiersammelbank zu, die Wertpapiersammelbank habe aber durch das Einfrieren der Wertpapiere das Eigentum und ein sonstiges Recht der iranischen Bank im Sinne des § 823 Abs. 1 BGB verletzt.

### Cum-Ex-Verwicklung
Die ARD-Tagesschau berichtete am 27. August 2019 von staatsanwaltlich angeordneten Durchsuchungen der Geschäftsräume Clearstreams in Eschborn zwecks Beweismittelsicherung. Die Staatsanwaltschaft Köln veranlasste sie wegen hinreichenden Indizien für eine Verwicklung des Unternehmens in rechtswidrige Cum-Ex-Geschäfte. Der Pressesprecher der Deutschen Börse sagte dazu, das Unternehmen werde „wie in der Vergangenheit vollumfänglich mit den Behörden kooperieren“.